# Wake Forest University
De Wake Forest University (WFU) is een Amerikaanse particuliere onderzoeksuniversiteit gevestigd in Winston-Salem in de staat North Carolina. De universiteit werd op 3 februari 1834 opgericht als de Wake Forest Manual Labor Institute.
De sportteams van Wake Forest University worden de Demon Deacons genoemd.

## Onderdelen van Wake Forest University

### Undergraduate College
Wake Forest University biedt in haar Undergraduate College 45 Bachelor of Science en Bachelor of Arts programma's aan. Deze zijn verdeeld onder 29 faculteiten.

### Graduate schools
- Graduate School of Arts & Sciences
- School of Business
- School of Divinity
- Wake Forest Law
- School of Medicine
- School of Professional Studies

## (Oud-)medewerkers en studenten
- Noah Rubin, voormalig professioneel tennisser
- Tim Duncan, basketballer in de NBA
- Richard Burr, Amerikaans politicus
- Jesse Helms, Amerikaans politicus
- David Chase, bedenker van The Sopranos
- Chris Paul, basketballer in de NBA